# Академия управления при Президенте Республики Беларусь
Акаде́мия управле́ния при президе́нте Респу́блики Белару́сь (Академия управления, АУ, АУпПРБ; бел. Акадэ́мія кірава́ння пры Прэзідэ́нце Рэспу́блікі Белару́сь, АК) — высшее учебное заведение, находящееся в городе Минске.
Академия управления образована 29 января 1991 года на базе Республиканского межотраслевого института повышения квалификации руководящих работников и специалистов отраслей народного хозяйства. Подчиняется Президенту Республики Беларусь. Координация деятельности осуществляется Администрацией президента Республики Беларусь. В 1995 году Академии управления был присвоен статус президентской.
В структуру Академии управления входят три института, включая крупный НИИ теории и практики государственного управления, шесть факультетов, тринадцать кафедр, пять центров, восемь структурных подразделений и пять управлений.
Деятельность академии направлена на формирование национальной школы государственного управления. В этих целях реализовываются новые учебные программы и проводятся научные исследования в области теории управления, права и экономики.
В Академии управления внедрена система менеджмента качества (ISO 9000), которая призвана обеспечить уровень функционирования академии, соответствующий международным стандартам, и направлена на постоянное улучшение всех направлений её деятельности.
Для поступления в Институт управленческих кадров Академии управления необходимо успешно сдать централизованное тестирование.

## История
29 января 1991 года в целях повышения эффективности подготовки, переподготовки и повышения квалификации кадров органов государственного управления, руководителей и специалистов народного хозяйства для работы в условиях рыночной экономики Совет министров БССР постановил образовать на базе упраздняемого Межотраслевого института повышения квалификации и переподготовки руководящих кадров при Белорусском государственной институте народного хозяйства им. В. В. Куйбышева Академию управления при Совете министров БССР, которой в 1995 году присвоен статус президентской.

## Культурная и общественная жизнь

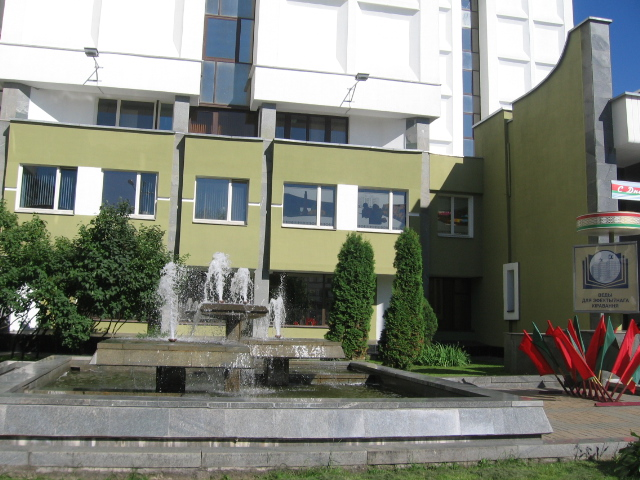
Фонтан около главного корпуса Академии управления

В декабре 2008 года проект академии «Школа молодого лидера» в номинации «Молодёжный лидер XXI века» в смотре-конкурсе на лучшую организацию идеологической и воспитательной работы в высших учебных заведениях получил Диплом первой степени Министерства образования. В конце 2007 года «Школа молодого лидера» стала органичной частью нового совместного с отделом по делам молодёжи Минского городского исполнительного комитета проекта «Минская смена».
В рамках заседаний клуба «Профессиональный диалог» проводятся встречи студентов с людьми, которые добились успеха в профессиональной деятельности. В Академии управления регулярно организовываются и проводятся интеллектуальные турниры: «Своя игра», «Что? Где? Когда?», «Брейн-ринг».
В академии действуют первичные организации ОО «Белорусский республиканский Союз юристов», Белорусского общества Красного Креста, ОО «Белорусский республиканский союз молодёжи» , РОО «Белая Русь» и профсоюзные организации. Также функционирует Общественная юридическая приёмная по оказанию правовой помощи (Юридическая клиника).

### Студенческие организации

#### Студенческое самоуправление
Студенческий совет общежития создан 8 ноября 2004 года и является высшим органом студенческого самоуправления, проживающих в общежитии. Основная задача — организация досуга, улучшение быта и формирование активной жизненной позиции у студентов. При студенческом совете действуют
- Литературно-музыкальная гостиная «Натхненне»
- Художественная студия «Эскиз»
- Танцевальный клуб «Свой стиль»
- Кружок по вязанию «Мягкий клубок»

Студенческий совет общежития проводит совместные мероприятия с общежитиями БГУ, БГЭУ, БНТУ, БГУФК и др. вузов. По итогам работы за 2008—2009 учебный год общежитие Академии управления заняло 1-е место в смотре-конкурсе студенческих общежитий Советского района и 2-е место в городском смотре-конкурсе «Лучшее студенческое общежитие», а в ноябре 2009 заняло 1-е место в номинации «Лучшая комната отдыха».
Студенческий совет ИУК был создан 14 ноября 2007 года, для оказания помощи студенческой молодёжи по самым разным вопросам. Стратегическую цель студенческого самоуправления в Академии управления можно сформулировать как подготовка гражданина, способного участвовать в управлении государством, принимать и выполнять общественно значимые решения.

#### Студенческое научное общество
Большое внимание в Академии управления уделяется научно-исследовательской работе студентов (НИРС), аспирантов и молодых учёных. Студенты-члены СНО участвуют в различных конференциях, олимпиадах, «круглых столах», конкурсах. Проводятся встречи и экскурсии, но большая часть работы проходит в рамках деятельности студенческих научных клубов.
В настоящий момент в структуре СНО действует 12 научных клубов: «Логос», «Aequitas», «Civilist», «Международник», Клуб международного права, «SCOFL», Компьютерный клуб, «Стратег», политический клуб «Полис», клуб «Клио», «Рост» и «Экон».

#### Творческая лаборатория
Творческая лаборатория является одной из форм поддержки студенческих инициатив. Лаборатория предоставляет студентам и слушателям возможность самовыражения, содействует, гармоничному развитию их личностей. Включает в себя студии:
- вокального мастерства;
- бального спортивного танца «Интро»;
- танцевальную студию «Феерия» («Школа современных танцев», «Школа восточных танцев»);
- танцевальный клуб «Top secret»;
- танцевальный коллектив «Студия 29»;
- театральную студию;
- ораторского искусства и сценической речи;
- сборную команду КВН.

Творческий потенциал студентов и слушателей максимально используется при подготовке и проведении традиционных академических мероприятий:
- «Виват, Академия» — церемония посвящения в студенты;
- торжественное мероприятие, посвящённое Дню матери;
- творческий конкурс студентов 1 курса «Визитка»;
- фестиваль студенческого творчества в рамках празднования Международного дня студентов;
- поздравительные программы ко Дню защитников Отечества и Вооружённых Сил Республики Беларусь, Дню женщин;
- торжественное собрание «Мы — наследники Победы!», посвящённое Дню Победы;
- торжественные выпуски студентов и слушателей Академии управления, ежегодно проводимые в январе, мае, июне.

### Газета «Зеркало»
Газета «Зеркало» начала издаваться 1 марта 2002 года, в середине апреля 2003 года у газеты «Зеркало» появилась Интернет-версия, а с октября 2004 года «Зеркало» стала выходить 2 раза в месяц тиражом 299 экземпляров. В феврале 2008 года по результатам семинара-практикума «Зимняя школа студенческой журналистики» издание победило в номинации «Лучшая газета конкурса: срочно в номер!» и заняло 2-е место как «Лучшая Интернет-версия». А в апреле того же года газета награждена грамотой Республиканского творческого конкурса среди журналистов печатных и электронных СМИ «Лидер XXI века». В январе 2009 года она перешагнула рубеж сотого выпуска. В феврале 2010 года редакция газеты «Зеркало» в конкурсе журналистского мастерства, проводимого в рамках Республиканского семинара-практикума «Зимняя школа студенческой журналистики», победила в номинации «За корпоративный дух».

### Занятия спортом
Общеакадемическая кафедра физической культуры была создана 9 сентября 1993 года. За кафедрой физической культуры закреплены следующие дисциплины:
- Физическая культура — для студентов Института управленческих кадров,
- Физическая культура руководителя — для слушателей Института государственной службы.

В учебную программу входят: 3 базовые программы, 9 программ по числу спецкурсов для основного и подготовительного отделения («Аэробика», «Атлетизм», «Волейбол», «Баскетбол», «Теннис», «Плавание», «Основы единоборств и самообороны», «Оздоровительная ходьба и бег», «Мини-футбол»), 8 программ по спортивным специализациям для групп спортивного совершенствования («Аэробика», «Атлетизм», «Волейбол», «Баскетбол», «Теннис», «Плавание», «Мини-футбол», «Самбо»), 7 программ для групп специального учебного отделения (для студентов 1-4 курсов, «Лыжная подготовка», «Оздоровительное плавание», «Хатха-йога»).
В январе 2006 года в академии была проведена Межвузовская конференция «Здоровый образ жизни — основа творческого долголетия», в которой приняли участие 12 вузов города Минска. В январе 2007 года эта конференция получила статус республиканской — I Республиканская научно-методическая конференция «Здоровый образ жизни — основа профессионального и творческого долголетия». А в январе 2009 года конференция вышла на международный уровень — I Международная научно-методическая конференция «Здоровый образ жизни — основа профессионального и творческого долголетия».
По итогам участия в IX республиканской выставке научно-методической литературы и педагогического опыта «Развитие физической культуры и спорта, формирование здорового образа жизни учащихся и студентов» кафедра физической культуры Академии управления награждена дипломом I степени Министерства образования Республики Беларусь за качество учебно-методической литературы.
Созданы сборные команды Академии управления по атлетизму, аэробике, баскетболу, мини-футболу, самбо и дзюдо, волейболу, плаванию и теннису. За время существования кафедры физической культуры в Академии управления подготовлены: 1 мастер спорта международного класса; 2 мастера спорта и около 200 спортсменов массовых разрядов.

## Образовательная и научная деятельность
В Академии управления работает высококвалифицированный профессорско-преподавательский состав — известные учёные, руководители и специалисты Администрации президента, Совета министров, Конституционного, Верховного и Хозяйственного судов, прокуратуры, адвокатуры, таможенных органов, Комитета государственного контроля и Комитета государственной безопасности, депутаты Национального собрания, учёные Национальной академии наук Беларуси.
Образовательный процесс в Академии управления направлен на реализацию государственной кадровой политики в области подготовки, переподготовки и повышения квалификации кадров в сфере управления.
Созданы и активно работают Студенческое научное общество, Совет молодых учёных.
При Академии управления работает два Совета по защите диссертаций:
- Д 07 01 01 — на соискание учёной степени доктора (кандидата) экономических наук;
- К 07 01 01 — на соискание учёной степени кандидата политических наук.

Академия управления является организатором ежегодных международных научно-практических конференций «Государственное регулирование экономики и повышение эффективности субъектов хозяйствования» и «Управление информационными ресурсами», а также республиканской научно-практической конференции молодых учёных, аспирантов и студентов «Теоретико-методологические и прикладные аспекты государственного управления».
Ежегодно вуз организовывает мероприятия, в которых принимают участие как студенты, магистранты, аспиранты, так и преподаватели. В частности, конкурсы:
- «Учёный года»
- «Молодой учёный года»
- «Надежда науки — студент года».

В Академии управления издаются «Научные труды Академии управления при президенте Республики Беларусь» и научно-практический журнал «Проблемы управления». Оба издания входят в «Список научных изданий Республики Беларусь для опубликования результатов диссертационных исследований».

### Журнал «Проблемы управления»
Первый номер журнала вышел в августе 2001 года тиражом 500 экземпляров, объёмом 8 условных печатных листов. Опубликовано в первом номере 14 статей. В 2007 году издание вышло тиражом свыше 2500 экземпляров, объёмом 12 условных печатных листов. Сегодня из тридцати одного члена редколлегии два академика НАН Беларуси, один член-корреспондент НАН Беларуси, двадцать доктор наук, профессор; четыре кандидата наук, доцента. Приказом Высшей аттестационной комиссии от 18 января 2006 г. № 8 журнал включён в перечень научных изданий Белоруссии для опубликования результатов диссертационных исследований по философским, экономическим, юридическим, политическим, социологическим и психологическим наукам. Журнал «Проблемы управления» издаётся при частичном финансировании Государственного комитета по науке и технологиям. Журнал стал победителем II Национального конкурса печатных средств массовой информации и получил «Золотая Литера» в номинации «Лучший научный, научно-популярный журнал».

### Библиотека
Библиотека Академии управления содержит издания на различных языках, и сегодня насчитывает более 300 тысяч экземпляров книг и более 40 тысяч экземпляров периодических изданий. Библиотека расположена в двух корпусах, функционируют абонемент и три современных читальных зала. В фонде имеется 32-томная энциклопедия «Британика», World Book Encyclopedia в 22 томах, Большая энциклопедия в 62 томах и другие ценные издания.

## Структура академии
В структуру Академии управления входят институты без прав юридического лица, кафедры, центры и иные структурные подразделения.

### Ректорат
1. Шрубенко, Анатолий Григорьевич (1992—2000)
2. Бригадин, Пётр Иванович (2000—2001)
3. Кухарчик, Пётр Дмитриевич (2001—2003)
4. Князев, Станислав Никифорович (2003—2007)
5. Морозевич, Анатолий Николаевич (2007—2014)
6. Жилинский, Марат Геннадьевич (2014—2018)
7. Пальчик, Геннадий Владимирович (2018 — 2020)
8. Данилович Вячеслав Викторович (доктор исторических наук, доцент) (2020 — 2024)
9. Бузовский Игорь Иванович (с 2024)

### Управления
- Управление кадров и правовой работы
- Учётно-финансовое управление
- Учебно-методическое управление
- Управление административно-хозяйственного обеспечения
- Управление строительства и организации закупок

### Институты

#### Институт управленческих кадров
Осуществляет подготовку кадров в сфере управления на двух ступенях высшего образования. В его состав входят:
- Кафедра управления информационными ресурсами
- Кафедра иноязычной коммуникации
- Кафедра физической культуры
- Магистратура
- Кафедра гражданского и хозяйственного права
- Кафедра конституционного и административного права
- Кафедра теории и истории государства и права
- Кафедра экономики предприятий
- Кафедра экономической теории
- Кабинет права

#### Институт государственной службы
Осуществляет подготовку на первой ступени высшего образования, переподготовку и повышение квалификации руководящих кадров и лиц, включенных в резервы руководящих кадров. В его составе функционируют:
| Факультет подготовки и переподготовки | Факультет повышения квалификации | Учебно-методический отдел |
| --- | -------------------------------- | ------------------------- |
| - Кафедра государственного строительства и управления - Кафедра философских наук и идеологической работы - Кафедра иностранных языков - Кафедра государственного управления социальной сферой и белорусоведения - Кафедра управления региональным развитием - Кафедра международных отношений - Кафедра психологии управления |                                  |                           |

### Центры
- Центр информационных технологий
- Центр «Торговый комплекс Академии управления при президенте Республики Беларусь»
- Редакционно-издательский центр
- Центр сопровождения АИС «Резерв»
- Центр дистанционного образования
- Центр по работе с населением и избирательному процессу

### Подразделения
- Отдел докторантуры и аспирантуры
- Отдел планирования, организации научной работы и инновационной деятельности
- Библиотека
- Отдел материально-технического снабжения
- Отдел капитального строительства
- Административно-хозяйственный отдел
- Общежития

## Специальности

### Институт управленческих кадров
При поступлении на специальности «Государственное управление и право», «Государственное управление и экономика» абитуриенты в обязательном порядке с 5 по 31 марта регистрируются для прохождения профессионально-психологического собеседования (тестирования) и проходят его с 5 по 30 апреля в соответствии с Инструкцией о порядке проведения профессионально-психологического собеседования или тестирования в высших учебных заведениях, утверждённой постановлением Минобразования Республики Беларусь от 26 февраля 2008 года № 17.
С 2001 года Институт управленческих кадров (в прошлом Институт государственного управления) готовит специалистов на базе среднего, среднего специального и высшего образования по специальностям:
| Специальность                          | Код специальности | Специализация | Квалификация                             | Вступительные испытания                                                        | Форма обучения                                      |
| -------------------------------------- | ----------------- | --- | ---------------------------------------- | ------------------------------------------------------------------------------ | --------------------------------------------------- |
| Государственное управление и право     | 1-26 01 02        | Правовое регулирование сфер и отраслей государственного управления, Правовое регулирование международной деятельности | Юрист                                    | белорусский (русский) язык (ЦТ), обществоведение (ЦТ), «иностранный язык» (ЦТ) | очная (б, пл) и заочная (б, пл)                     |
| Государственное управление и экономика | 1-26 01 03        | Государственное регулирование национальной экономики, Государственное регулирование внешнеэкономической деятельности  | Экономист-менеджер                       | белорусский (русский) язык (ЦТ), иностранный язык (ЦТ), математика (ЦТ)        | очная (б, пл), заочная (б, пл) и дистанционная (пл) |
| Управление информационными ресурсами   | 1-26 03 01        | | Менеджер-экономист информационных систем | белорусский (русский) язык (ЦТ), иностранный язык (ЦТ), математика (ЦТ)        | очная (б, пл) и заочная (б, пл)                     |

Уникальность системы обучения в Институте заключается в построении обучения на основе системы интегрированных знаний в области управления, экономики, права и информационных наук. Например, студенты специальности «Государственное управление и право» изучают не только юридические дисциплины, но и в обязательном порядке социально-гуманитарные, управленческие, психологические и экономические; студенты специальности «Государственное управление и экономика» получают основательные знания в области права; студенты специальности «Управление информационными ресурсами» получают интегрированные знания в области управления, экономики, информационных ресурсов, систем и технологий.

#### Магистратура
Магистратура Академии управления обеспечивает формирование знаний и навыков научно-исследовательской, научно-педагогической работы и завершается присвоением степени «магистр» и выдачей диплома магистра, предоставляющих право на последующее обучение в аспирантуре и (или) на трудоустройство с учётом ранее присвоенной квалификации специалиста с высшим образованием и обучения в магистратуре.
В магистратуре Академии управления подготовка магистров начата с 2002 года.
Обучение за счет средств республиканского бюджета и на условиях оплаты осуществляется по следующим специальностям:
| Код специальности | Специальность                                                                                  |
| ----------------- | ---------------------------------------------------------------------------------------------- |
| 1-23 80 07        | Политология (магистр политических наук)                                                        |
| 1-24 80 01        | Юриспруденция (магистр юридических наук)                                                       |
| 1-25 80 01        | Экономическая теория (магистр экономических наук)                                              |
| 1-25 80 02        | Мировая экономика (магистр экономических наук)                                                 |
| 1-25 80 03        | Финансы, денежное обращение и кредит (магистр экономических наук)                              |
| 1-25 80 04        | Экономика и управление народным хозяйством (магистр экономических наук)                        |
| 1-25 80 08        | Математические и инструментальные методы экономики (магистр экономических наук)                |
| 1-26 80 01        | Управление в социальных и экономических системах (магистр управления и экономики)              |
| 1-26 81 07        | Управление инвестиционными проектами в государственно-частном партнерстве (магистр управления) |

### Докторантура и аспирантура
В докторантуре и аспирантуре Академии управления подготовка научных работников высшей квалификации начата с 1991 года, осуществляется на конкурсной основе по 15 специальностям и направлена на повышение уровня квалификации управленческих кадров, профессорско-преподавательского состава и научных сотрудников. Динамика приема в аспирантуру имеет устойчивую тенденцию увеличения количества обучающихся. Если в 1992 году было зачислено 17 аспирантов и соискателей, то в 2009 году их количество достигло 150 человек.
В аспирантуре открыты следующие научные специальности:
| Код специальности | Специальность                                                                                              |
| ----------------- | --- |
| 08 00 01          | Экономическая теория                                                                                       |
| 08 00 05          | Экономика и управление народным хозяйством (по отраслям и сферам деятельности)                             |
| 08 00 13          | Математические и инструментальные методы экономики                                                         |
| 08 00 14          | Мировая экономика                                                                                          |
| 12 00 02          | Конституционное право; муниципальное право                                                                 |
| 12 00 03          | Гражданское право; предпринимательское право; семейное право; международное частное право                  |
| 12 00 10          | Международное право; европейское право                                                                     |
| 12 00 14          | Административное право; финансовое право; информационное право                                             |
| 12 00 15          | Гражданский процесс; арбитражный процесс                                                                   |
| 19 00 03          | Психология труда, инженерная психология, эргономика                                                        |
| 19 00 13          | Психология развития, акмеология                                                                            |
| 22 00 08          | Социология управления                                                                                      |
| 23 00 01          | Теория политики, история и методология политической науки                                                  |
| 23 00 02          | Политические институты, этнополитическая конфликтология, национальные и политические процессы и технологии |
| 23 00 04          | Политические проблемы международных отношений и глобального развития                                       |

## Международное сотрудничество
Международное сотрудничество Академии управления направлено на её интеграцию в мировую систему образования и науки, экспорт научных и образовательных услуг, изучение и внедрение передового международного опыта в деятельность по подготовке, переподготовке и повышению квалификации кадров в сфере управления.
Академия сотрудничает с передовыми вузами России, Китая, Казахстана, Болгарии, Венесуэлы, Кубы, Кыргызстана, Узбекистана, Молдавии, Азербайджана, Сингапура, Армении, Вьетнама. За время работы Центра академией было подписано 37 соглашений о сотрудничестве.
Организуются встречи с руководством Академии управления и выступления перед преподавателями, слушателями и студентами глав дипломатических представительств иностранных государств и организаций, аккредитованных в Беларуси. Академию управления посетили главы дипломатических представительств России, Казахстана, Украины, Китая, Кубы, Венесуэлы, Турции, Индии, Великобритании, Франции, Кореи, Израиля, Польши, Германии, Ирана, Литвы, Молдавии, Туркменистана, Эстонии, а также резидент-координатор ПРООН в Республике Беларусь.

### Международные объединения
Академия управления является одним из учредителей Евразийской Ассоциации национальных академий и институтов государственного управления и государственной службы. С 2003 г. Академия управления является полноправным институциональным членом Сети институтов и школ государственного управления в Центральной и Восточной Европе (NISPAcee) и ассоциированным членом редколлегии журнала «Проблемы теории и практики управления» Международного научно-исследовательского института проблем управления.

## Рейтинг в Беларуси
В 2013 году в рейтинге вузов Беларуси, опубликованном Министерством образования Республики Беларусь, Академия управления занимала 36-е место из 48-ми. Однако 10 января 2014 года вуз убрали из этого рейтинга. В пресс-службе министерства сообщили, что «произошла техническая ошибка»:

Основной потенциал Академия видит в подготовке госслужащих, уже имеющих высшее образование, то есть в повышении квалификации и переподготовке кадров.
В 2017 году Академия управления поднялась на третье место в Белоруссии в Мировом вебометрическом рейтинге университетов «Webometrics Ranking of World Universities».

## Дополнительные факты
- В Академии действует перспективный кадровый резерв[35].
- Имеется учебный комплекс ситуационного моделирования[36].